# Rosa tianschanica
Rosa tianschanica är en rosväxtart som beskrevs av Sergei Vasilievich Juzepczuk. Rosa tianschanica ingår i släktet rosor, och familjen rosväxter. Inga underarter finns listade i Catalogue of Life.